# Bermudas nos Jogos Olímpicos de Verão de 1976
Bermudas participou dos Jogos Olímpicos de Verão de 1976 em Montreal, Canadá.

## Medalhistas

### Bronze
- Clarence Hill — Boxe, Peso Pesado

Hill ganhou a primeira medalha na história olímpica de Bermudas. Seu feito também garantiu às Bermudas a distinção de ser o país de menor população a conseguir uma medalha nos Jogos Olímpicos.

## Resultados por Evento

### Atletismo
Maratona masculina
- Raymond Swan — 2:39:18 (→ 58º lugar)

Salto em altura masculino
- Clark Godwin
  - Classificatória — 2.05m (→ não avançou)

Revezamento 4x100m masculino
- Michael Sharpe, Dennis Trott, Calvin Dill, e Gregory Simons
  - Eliminatória — 39.90s
  - Semifinais — 39.78s (→ não avançou)